# Музыка Чада
Музыка Чада — музыкальная культура Чада. Включает народные и популярные музыкальные произведения. Для Чада характерно сложное переплетение музыкальных культур различных народов, издавна населявших страну: арабов, сара, тубу и других.
La Tchadienne — государственный гимн Чада с момента получения независимости в 1960 году, был написал Луи Гидролем.

## Популярная музыка
После обретения независимости, Чад, как и большинство других африканских стран, быстро начал двигаться в популяризации поп-музыки, по стилю она была похожа на сукус Демократической Республики Конго. Стили популярной музыки в Чаде также включают в себя — сай (который распространен в южной части Чада, этот стиль стал популярен в регионе благодаря группе под названием Tibesti). Другие музыкальные поп-группы: International Challal и African Melody.

## Народная музыка

### Музыка тубу
Народ тубу живёт в районе гор Тибести. Для их народной музыки характерно когда мужчины играют на струнных инструментах, а женщины — поют. Струнные инструменты, такие как keleli, используются только мужчинами народа. Пение считается неприличным занятием для мужчин.

### Инструменты
Традиционные музыкальные инструменты Чада включают в себя: ху-ху (струнный инструмент с горлянкой), какаки, маракас, лютня и другие. Народ канембу использует в качестве музыкальных инструментов флейты и барабаны. Балафоны, свистки и арфы — популярны у народа сара.